# کنار کازرونی
کنار ایرانی (نام علمی: Ziziphus lotus) نام یک گونه از سرده کنار است.